# Zisabspitze
Die Zisabspitze (auch Tsisab-Spitze) ist ein Gipfel des Brandbergmassivs und mit einer Höhe von 2228 m einer der höchsten Berge in Namibia. Die Zisabspitze liegt östlich des Königsteins (2573 m) im Osten des Massivs und ist in diesem Teil ein markanter Punkt.